# Jesta Digital
Jesta Digital GmbH mit Sitz in Berlin (ehemals Fox Mobile Distribution GmbH) war ein international tätiges Unternehmen für Klingeltöne, Mobiltelefon-Anwendungen und ehemals größter unabhängiger Anbieter von mobilen Inhalten in Deutschland im Bereich der Handyspiele. 2014 kam es zur kompletten Übernahme von Jesta Digital durch die freenet AG.

## Geschichte

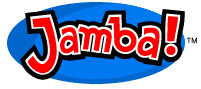
Das ursprüngliche Jamba-Logo

Die drei Brüder Marc, Oliver und Alexander Samwer gründeten im August 2000 u. a. mit debitel, MediaSaturn und Electronic Partner die Jamba GmbH und brachten Ende des gleichen Jahres ihre ersten Produkte auf den Markt. Acht Wochen später hatte das Gemeinschaftsunternehmen über 300.000 Nutzer und täglich bis zu 4.000 Neukunden. Nach neun Monaten wurde die Grenze von einer Million registrierten Benutzern überschritten.
Im September 2001 führte das Unternehmen als erstes mobiles Portal in Deutschland Content-Billing über die Telefonrechnung ein und bot ab Dezember 2001 Java-Spiele zum Download an.

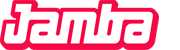
Logo der Marke Jamba von 2011

Jamba betrieb vorwiegend über Musik-TV-Kanäle wie MTV oder VIVA aggressive Werbung. Im Jahr 2004 investierte das Unternehmen 90 Millionen Euro in deutsche Fernsehwerbung und übertraf damit McDonald’s und Beiersdorf. Die Klingeltöne zur Werbefigur Crazy Frog sollen Medienberichten zufolge dem Unternehmen mehr als 15 Millionen Euro Umsatz erbracht haben. An der grellen und sich ständig wiederholenden Werbung wurde teils massive Kritik geübt, etwa in Form einer Online-Petition für eine Reduzierung der Werbung „auf ein erträgliches Maß“, die über 150.000 elektronische Unterschriften sammelte.
Im Laufe der Jahre arbeitete Jamba mit mehr als einem Dutzend Netzbetreibern in Europa zusammen und stellte diesen ihre Dienste bereit. Anfang 2005 wurden Jamba-Services auch in Nordamerika eingeführt. Außerhalb Europas sowie in Großbritannien trat Jamba dabei unter dem Markennamen „Jamster“ auf.

Das bis Ende 2010 verwendete Jamba-Logo

Im Mai 2004 wurde Jamba für 273 Millionen US-Dollar (damals ca. 228 Millionen Euro) an VeriSign verkauft. Im März 2005 wurde mit Ringtoneking eine zweite Marke geschaffen, die den gleichen Inhalt wie Jamba in lediglich optisch leicht veränderter Form umfasste. Die Vermarktung von Jamba und Ringtoneking wurde zentral von der Jamba zugehörigen Agentur „Lorena Media“ gesteuert.
Im September 2006 kaufte der australisch-US-amerikanische Medienmogul Rupert Murdoch über sein Unternehmen News Corporation für rund 188 Millionen Dollar insgesamt 51 % der Anteile an Jamba; VeriSign behielt den übrigen Anteil. Damit sollten gezielte synergetische Vermarktungsstrategien innerhalb von Murdochs Unternehmen aufgebaut werden, zum Beispiel mit FOX, MySpace.com und anderen. Im Oktober 2008 erwarb News Corp auch die restlichen Anteile an Jamba. Während das Unternehmen zur Fox Mobile Distribution GmbH umgewandelt wurde, blieb die Marke Jamba bestehen.
Am 13. Januar 2011 wurde die Fox Mobile Distribution GmbH an die Jesta Group verkauft und firmierte daraufhin als Jesta Digital GmbH. Die von der ehemaligen Fox Mobile Distribution genutzten Marken blieben erhalten. 2014 kam es zur kompletten Übernahme von Jesta Digital durch die Tochtergesellschaft Freenet Cityline der  freenet AG. Am 30. März 2017 wurde das Unternehmen liquidiert.

## Unternehmen

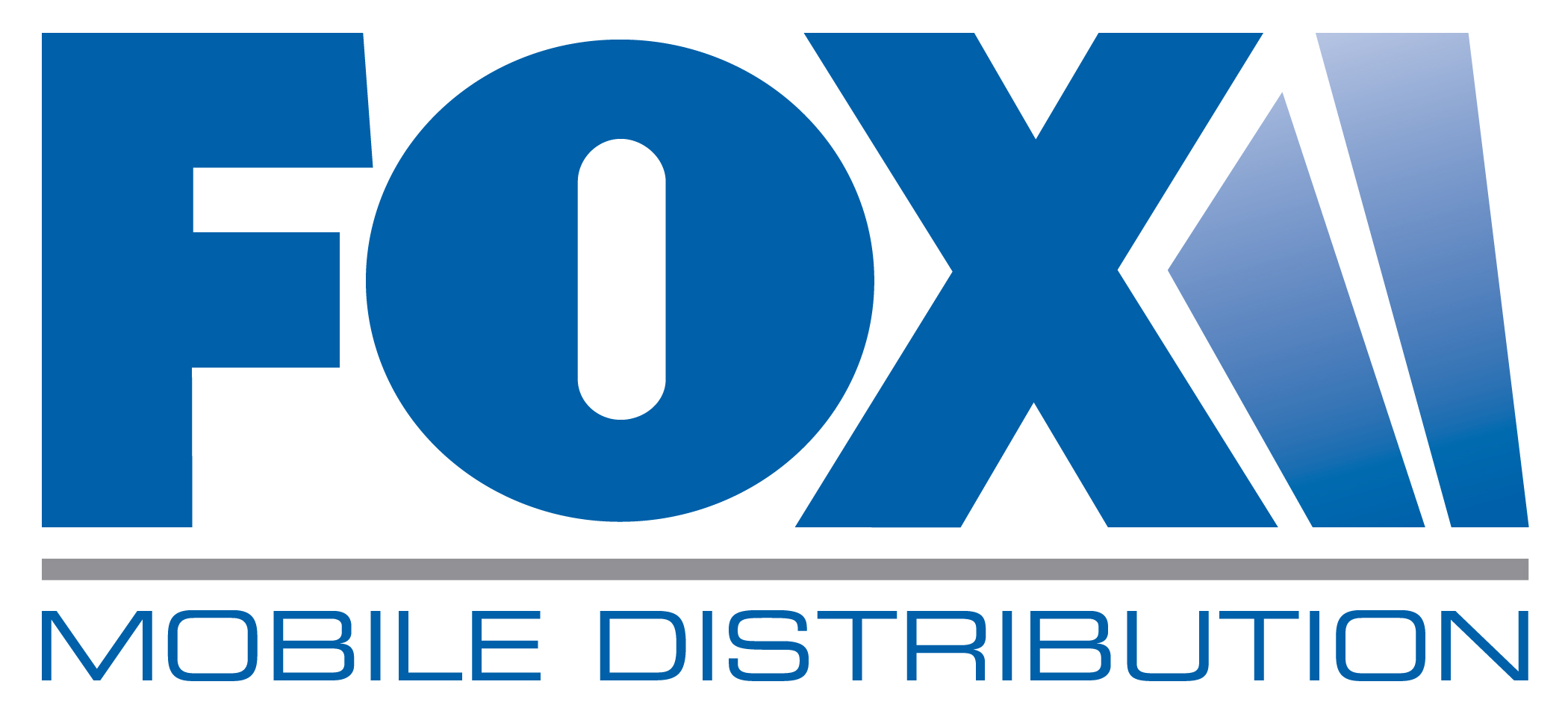
Logo vor der Umbenennung in Jesta Digital

Im deutschsprachigen Raum verwendete Fox Mobile Distribution den Markennamen „Jamba“. Unter dieser Bezeichnung firmierte bis Oktober 2008 auch die Jamba GmbH mit Sitz in Berlin, die zeitweise als internationaler Marktführer für mobile Inhalte galt. Anfang Oktober 2008 wurde Jamba von Rupert Murdochs News Corporation übernommen und in Fox Mobile Distribution GmbH umbenannt. Die Produkte von Jamba wurden in die Strukturen des Erwerbers integriert; die Marke blieb hingegen weiter bestehen und erschien für den Kunden unverändert.
Gegen Ende 2008 beschäftigte Fox Mobile Distribution etwa 750 Mitarbeiter, wovon 700 in Berlin tätig waren.
Geschäftsführer des zur Fox Mobile Group gehörigen Unternehmens waren Eric Aintabi, Judah Bendayan, Markus Peuler und Kaj Hagros (Chief Operating Officer). Diese berichteten von Berlin an Mauro Montanaro, CEO der Fox Mobile Group, in den USA. Am 25. September 2009 erklärte Montanaro seinen Rücktritt.

Im März 2010 arbeiteten nur noch zirka 600 Mitarbeiter im Unternehmen. Einen Monat später teilte das Unternehmen mit, dass im Herbst 2009 der weltweite Mitarbeiterstamm um zirka zwölf Prozent der Belegschaft reduziert wurde, was etwa 70 Mitarbeitern entspreche.

Produkte in englischsprachigen Ländern laufen unter dem Markennamen „Jamster“

Das Unternehmen wurde trotz seiner Bekanntheit wegen der Weltmarktbedeutung zu den Hidden Champions gerechnet.

### Fernsehen
Am 1. Oktober 2005 startete Jamba einen eigenen Fernsehsender mit dem Namen „Jamba! TV“ auf Astra Digital. Dieser sendete anfangs zwölf Stunden am Tag Musikclips ohne Werbeunterbrechung, dafür aber mit Dauereinblendung der SMS-Kurzwahlnummern für die entsprechenden Klingeltöne. In der übrigen Zeit (22:00–10:00 Uhr) wurde für Handy-Hintergrundbilder oder für Handyspiele geworben. Ab 2008 wurden zwischen den Clips mehrminütige Werbespots aus dem Produktportfolio von Jamba gezeigt.
Im April 2009 wurde der Sender aus dem digitalen Netz geschaltet. Am 1. Oktober 2010 wurde „Jamba! TV“ in „Ojom“ umbenannt. Am 30. September 2012 wurde der Sendebetrieb ohne Vorankündigung eingestellt.

### Versicherung (assona GmbH)
Die Jamba Service GmbH, die im Januar 2003 als Tochter der Jamba AG gegründet wurde, brachte in Kooperation mit dem Versicherer AXA Versicherungen für Elektronikgeräte, vor allem für Handys, auf den Markt. Im August 2008 firmierte das Unternehmen zur assona GmbH um und ist seither unabhängig von Jamba. Heute bietet der Versicherungsdienstleister unter anderem Mobilfunk-, Elektronik- und Fahrradschutzbriefe an.

## Kritik

### Monatsabonnements
In der Werbung von Jamba wurden meist einzelne Klingeltöne, Bilder und Logos in den Vordergrund gestellt. Anstatt eines Einzelkaufs kam aber beim Kauf in der Regel ein Monatsabonnement zustande. Zur Kündigung der Abos konnte der Käufer nachträglich eine SMS mit dem Text STOPALLE an die Nummer 33333 schicken. Diese Information war allerdings etwa in der offiziellen Jamba-FAQ nicht enthalten (Stand: November 2009). Dort wurde der Kunde stattdessen aufgefordert, zunächst einen Benutzerzugang bei Jamba anzulegen, um dann seine Abos zu verwalten und gegebenenfalls zu kündigen.
Im Dezember 2004 veröffentlichte Johnny Haeusler in seinem Blog Spreeblick eine vielbeachtete Satire, die Jambas Geschäftspraktiken kritisierte. Die Aufmerksamkeit des Zuschauers werde in der Jamba-Werbung bewusst auf schrille oder erotische Animationen und Töne gelenkt, um die wesentliche, auf dem Bildschirm nur schwer lesbare Information zu kaschieren, dass bei einer Klingeltonbestellung in der überwiegenden Anzahl der Fälle ein Monatsabo (Subscription) anstatt eines Einzelkaufs (Single Purchase) abgeschlossen wird. Dabei hob Haeusler hervor, dass Kinder und Jugendliche die Hauptzielgruppe der Jamba-Werbung sind.
Diese Kritik löste auch außerhalb des Internets ein signifikantes Medienecho aus. Neben der mangelnden Transparenz beim Abschluss eines Kaufes gaben Kritiker außerdem zu bedenken, dass es für die zumeist jungen Kunden ohne einen Einzelverbindungsnachweis vergleichsweise kompliziert sei, überhaupt die Ursache der aufgelaufenen Kosten zu erkennen. Diese Kritik war nicht auf Deutschland beschränkt. In Großbritannien etwa, wo Jamba unter dem Markennamen „Jamster“ firmierte, formierte sich ebenso größerer Widerstand gegen die Praxis der sofortigen Monatsabos bei Kauf eines einzelnen Klingeltons.
Die Tageszeitung The Mail on Sunday titelte im April 2005 mit der Schlagzeile Save our children from this ringtone rip-off („Rettet unsere Kinder vor dieser Klingelton-Abzocke“). Auch hier wurde kritisiert, dass insbesondere von Kindern nicht erwartet werden könne, die Konsequenzen eines Kaufs über die unmittelbar versprochene Leistung hinaus zu erkennen.
Die Computer-Zeitschrift c’t kritisierte, dass Jamba seine Kunden unzureichend auf die entstehende Kosten und abgeschlossene Abo-Verträge hinweist. Der Anbieter verschickte zur Abo-Bestätigung verschleiernde Kurznachrichten wie: „Coole Spiele/Software für Dein Handy! 3 Gutscheine im Jamba TopApp Sparabo (4,99/Woche). Keine Infos? Sende OUT an 33333. www.jamba.de“ (Stand: November 2011). Wem nicht bewusst ist, ein Abo abgeschlossen zu haben, werde diese Nachricht eher als Werbung interpretieren.
Rechtlich unklar ist die Frage, ob Eltern für Klingeltöne zahlen müssen, die von deren Kindern bestellt wurden. Bislang sind lediglich zwei Urteile des Amtsgerichts Düsseldorf veröffentlicht. Während in dem einen Urteil eine Haftung bejaht wurde, wurde sie in dem zweiten Urteil verneint. Ein Urteil des Amtsgerichts Berlin-Mitte verneinte ebenfalls Jambas Ansprüche. Der Düsseldorfer Rechtsanwalt Udo Vetter argumentierte in seinem Blog, dass zumindest in Deutschland Verträge über Monatsabos mit Minderjährigen schwebend unwirksam seien und alle entstandenen Kosten durch die Eltern zurückgefordert werden könnten.

### Jugendschutz
Im Juni 2005 stellte die Kommission für Jugendmedienschutz nach Kontrolle von 53 verschiedenen Fernsehspots für Klingeltöne vorläufig fest, dass kein einziger Werbespot den Regeln des Jugendmedienschutzes entsprach und somit in dieser Form überhaupt nicht hätte gesendet werden dürfen.